# Regata Sevilla-Betis

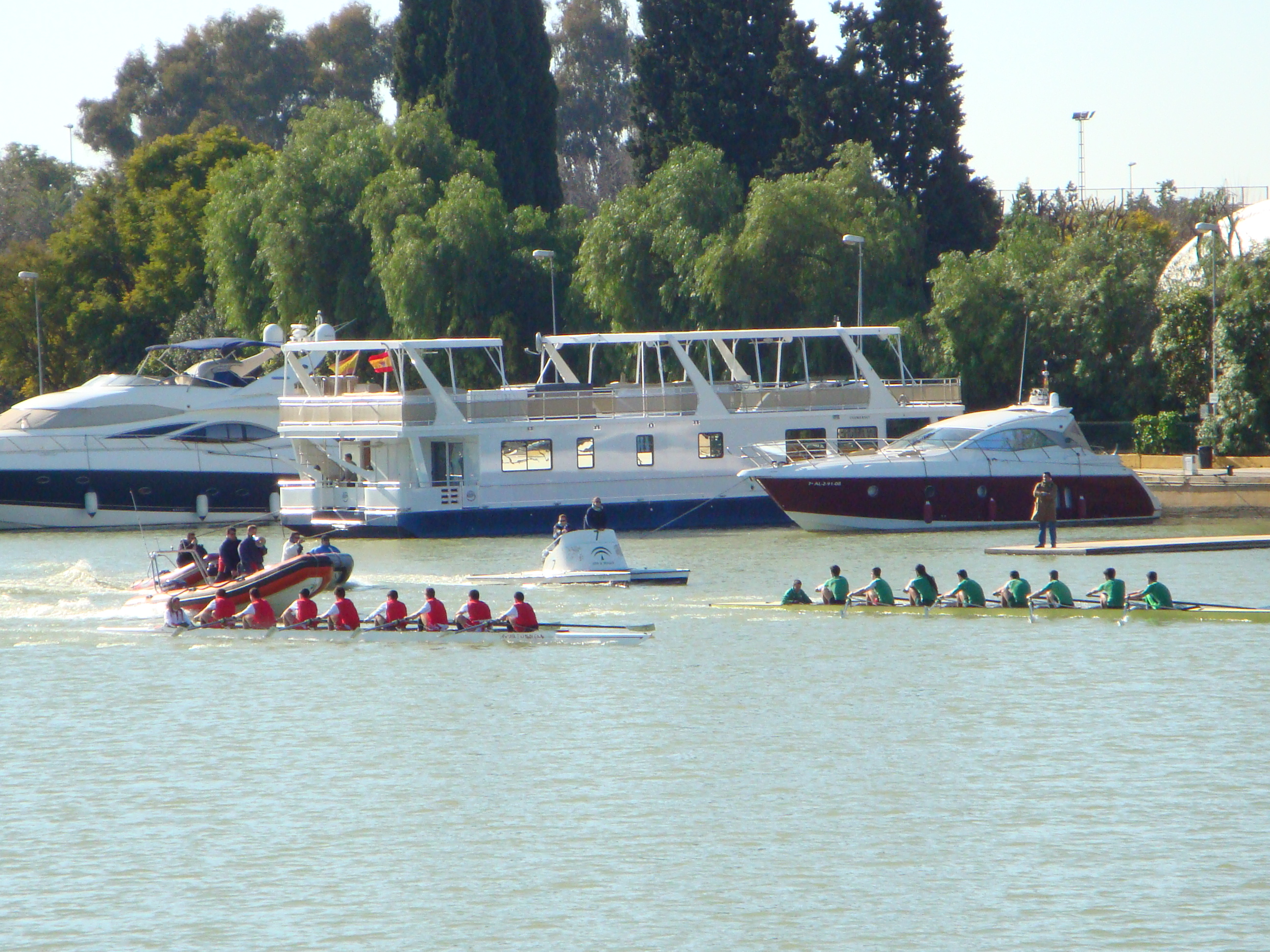
As duas tripulações no Club Náutico Sevilla na edição de 2009

A Regata Sevilla-Betis é uma competição de remo que se celebra anualmente no segundo fim de semana de cada novembro, em Sevilha, entre duas embarcações que representam as equipes principais de futebol da cidade, o Sevilla Fútbol Club e o Real Betis Balompié. Em 2016 se celebra em novembro, sua 50ª Edição.
A regata se disputa nas águas do Rio Guadalquivir sobre uma distancia de 6000m, e desde 2013 a saída sse situa na passarela de San Jerónimo, junto ao Parque del Alamillo, a chegada é no Muelle de Nueva York, junto a ponte de Los Remedios, em frente a Tabacalera. Nela se enfrentam as embarcações de remo chamadas na clássica prova de Oito com timoneiro, na qual 8 remadores e um timoneiro, nesta regata o timoneiro tem um protagonismo maior devido as varias curvas do percurso.